# Uwe Möllhusen
Uwe Möllhusen (* 1956 in Berlin) ist ein deutscher Musiker und Medienkünstler.

## Leben
Möllhusen arbeitete in den 1970er-Jahren beeinflusst von der Fluxus-Bewegung als Musiker. Seit 1984 lebt er als freischaffender Medienkünstler. In den 1990er-Jahren arbeitete er im Bereich der neuen Medien mit Video- und Computertechnik.
Parallel dazu beschäftigte er sich mit digitaler Musik, wobei er mit den Techniken von Collage, Montage und Schnitt vorrangig Musik der 1950er- und frühen 1960er-Jahre bearbeitete. Er gründete die Gruppe Elektrotwist (mit Jörg Meyerink), deren Musik sich im Grenzbereich zwischen Pop und Avantgarde bewegt. Es entstanden Film- und Ballettmusiken, Videoclips und zahlreiche Plattenaufnahmen. Die Gruppe trat auch auf drei Europatourneen live auf.
Seit 2004 ist Möllhusen im Künstlerkollektiv Weltausstellung (Thilo Schölpen, Robert Schleisiek, Uli Kürner, Anja Lautermann, Peter Issig, Dirk Ferdinand und Stefan Juerke) aktiv, das neben Konzerten multimediale Performances und Installationen präsentiert.

## Diskographie mit „Elektrotwist“
CDs, LPs
- Raketenjazz, Eleganz Records, D 1997
- The Invisible Striptease, Eleganz Records, D 1998
- La Philosophie dans le Boudoir, Eleganz Records, D 1999
- Bus-Stop, Eleganz Records, D 2000
- Zero-Trick, Eleganz Records, D 2000
- Antizipation (Version U.M.) mit Mama Baer und Kommissar Hjuler, Der Schöne-Hjuler-Memorial-Fond, D 2007

Weitere Veröffentlichungen (Compilations, Remixe)
- Evosonic Club CD Part 1 – Members Only (CD, Comp), Not On Label, D 1998
- The New Testament Of Funk (10"), Unique, D 1998
- 21é Rencontres Transmusicales (2xCD), Trans21, F 1999
- Eleganz Retwisted (12") Eleganz Records, D 1999
- Future Lounge 02 (CD, 2× LP), Stereo Deluxe, D 1999
- Banzai! #6 (CD), Kamikaze Records, D 1999
- Pop 2000 – 50 Jahre Popmusik und Jugendkultur In Deutschland (8xCD, Comp, Box), Grönland Records, D 1999
- Raunch Lounge 1 (2xCD), Comp EFA, D 1999
- The New Testament Of Funk (CD), Unique, D 1999
- The New Testament Of Funk 2000 (MD), Unique, D 1999
- Elektronik Jein (CD), Eleganz Records, D 2000
- Mind The Gap Volume 31 (CD), Gonzo Circus, B 2000
- Michelangelo In Space – The Bunny Remixes (CD), AtaTak, D 2000
- Chilling Shake-Up 2 (2xCD) Zoomshot Media Entertainment, Area Code 221, D 2001
- Bar Rhumba (CD), Instinct Records, D 2001
- Nu Jazz Vol. 1 (2xCD), EFA, D 2001
- Nu Jazz Vol. 2 (2xCD), EFA, D 2001
- Lounge Favourites 1 (2xCD), Arcadiance, D 2001
- Bongo Sketches Express Vol. 1 (CD), Funky Juice, I 2001
- Mind The Gap Volume 34 (CD), Gonzo Circus, B 2001
- Nightflight Vol. 2 (2xCD, Comp), Sub Terranean, Nova Tekk, GTN, D 2001
- Nu Jazz Moves 2 (CD), ZYX, D 2002
- Ibiza Chillout Vol. 8 (CD), ZYX, D 2002
- Unlimited Frequencies Vol. 2 (CD), Replay, I 2002
- Das ist Musik – Eleganz Compilation #2 (CD), Eleganz Records, D 2003
- Life is Jazz (CD), Sony Music Entertainment, Disques Dreyfus, F 2005
- Ragazzo Sbarazzino – Akakage (CD), HMV, J 2006

Filmmusik/Soundtracks
- Im Juli – Regie: Fatih Akın, Sony Music, D 2000

Video
- Zero Trick (DVD), "For Promotional Use Only", Bold Media, D 2002

## Tanztheater mit „Elektrotwist“
- Bus-Stop, Tanzperformance von Andreas J. Etter, Städt. Bühnen Osnabrück, Premiere: 26. November 1999
- Wiesenland, Tanztheater Wuppertal Pina Bausch, Premiere: 2000
- Nefes, Tanztheater Wuppertal Pina Bausch, Premiere: 21. März 2003

| Personendaten    | Personendaten                        |
| ---------------- | ------------------------------------ |
| NAME             | Möllhusen, Uwe                       |
| KURZBESCHREIBUNG | deutscher Musiker und Medienkünstler |
| GEBURTSDATUM     | 1956                                 |
| GEBURTSORT       | Berlin                               |